# Omalium validum
Omalium validum är en skalbaggsart som beskrevs av Ernst Gustav Kraatz 1858. Omalium validum ingår i släktet Omalium, och familjen kortvingar. Arten är reproducerande i Sverige.